# Cayenne-Rochambeau
Cayenne-Rochambeau (franska: Aéroport de Cayenne-Felix Eboué) är en flygplats i Franska Guyana (Frankrike).   Den ligger i departementet Guyane och regionen Franska Guyana, i den nordöstra delen av landet, 13 km söder om huvudstaden Cayenne. Cayenne-Rochambeau ligger 7 meter över havet.
Terrängen runt Cayenne-Rochambeau är platt. Runt Cayenne-Rochambeau är det mycket glesbefolkat, med 6 invånare per kvadratkilometer. Närmaste större samhälle är Matoury, 5,0 km nordost om Cayenne-Rochambeau. I omgivningarna runt Cayenne-Rochambeau växer i huvudsak städsegrön lövskog.